# Wolfgang Schremmer
Wolfgang Schremmer (* 13. Oktober 1950 in Hohenleipisch) war Fußballspieler in der DDR-Oberliga, der höchsten Spielklasse des DDR-Fußballverbandes. Er spielte dort für die BSG Stahl Riesa.
Schremmer begann mit sieben Jahren bei der Betriebssportgemeinschaft (BSG) Lok Hohenleipisch organisiert Fußball zu spielen. Mit 17 Jahren wechselte er 1968 zur BSG Stahl Riesa und schloss seine Lehre zum Schweißer ab. Zur Saison 1970/71 wurde er in die 1. Mannschaft übernommen, die in der Oberliga spielte. Schon am 1. Spieltag, dem 22. August 1970, bestritt der 1,74 m große Schremmer in der Begegnung Dynamo Dresden – Stahl Riesa (0:0) als Verteidiger sein erstes Oberligaspiel. Er erkämpfte sich sofort einen Stammplatz und schloss seine erste Oberligasaison mit 23 Einsätzen in den 26 ausgetragenen Punktspielen ab. Die Saison 1971/72 begann er mit sechs Oberligaspielen hintereinander, danach wurde er jedoch zum Militärdienst eingezogen.
Erst Anfang 1974 kehrte er zu Stahl Riesa zurück und wurde in der Rückrunde der Saison 1973/74 noch in zwölf Oberligaspielen als Mittelfeldspieler eingesetzt. Das Mittelfeld blieb auch in den folgenden Jahren Schremmers Domäne. Nach vier Spielzeiten, in denen Schremmer zum Spielerstamm der Stahlmannschaft gehörte, musste Riesa 1977 in die zweitklassige DDR-Liga absteigen. Kurz nach Beginn der Liga-Saison zog sich Schremmer eine Achillessehnenverletzung zu, wurde aber noch rechtzeitig zu Beginn der Aufstiegsrunde wieder einsatzfähig, und konnte so noch zum sofortigen Wiederaufstieg beitragen. In der neuen Oberligasaison 1978/79 litt er in der Hinrunde noch an den Nachwirkungen seiner Verletzung, sodass er überwiegend nur als Wechselspieler eingesetzt wurde. Erst in der Rückrunde hatte er seinen Stammplatz wieder sicher und wurde abwechselnd in der Abwehr und im Mittelfeld eingesetzt. Auch 1979/80 konnte Schremmer verletzungsbedingt nicht voll durchspielen und absolvierte nur neun Oberligaspiele. Die Saison 1980/81 verlief hinsichtlich der 21 Oberligaeinsätze für ihn befriedigend, doch musste Stahl am Saisonende erneut absteigen.
Es dauerte zwei Jahre, ehe es den Stahlwerkern gelang, in die Oberliga zurückzukehren. Diesmal war Schremmer, der inzwischen sein Industrie-Ingenieurstudium erfolgreich abgeschlossen hatte, mit 20 von 28 ausgetragenen Spielen wesentlich am Wiederaufstieg beteiligt und war auch in der folgenden Oberligasaison 1983/84 trotz seiner 33 Jahre mit 19 Punktspieleinsätzen noch einmal Mitglied der Stammelf, nun in der Abwehr eingesetzt. Nach Abschluss der Saison verkündete er seinen Rücktritt vom Hochleistungssport. Trotzdem musste er zu Beginn der Spielzeit 1984/85 noch einmal in drei Oberligaspielen aushelfen. Sein letztes Spiel in der Oberliga bestritt Schremmer am 15. September 1984 in der Begegnung Motor Suhl – Stahl Riesa (2:3), in der er als rechter Verteidiger eingesetzt wurde. Mit diesem Spiel erhöhte Schremmer seine Oberligabilanz auf 181 Einsätze, in denen er als Defensivspieler zu neun Torerfolgen kam.